# 198.ª Divisão de Infantaria (Alemanha)
A 198ª Divisão de Infantaria (em alemão:198. Infanterie-Division) foi uma unidade militar que serviu no Exército alemão durante a Segunda Guerra Mundial.

## Comandantes
| Comandante                            | Data                                           |
| ------------------------------------- | ---------------------------------------------- |
| General der Infanterie Otto Röttig    | 10 de janeiro de 1940 - 10 de abril de 1942    |
| Generalmajor Albert Buck              | 10 de abril de 1942 - 6 de setembro de 1942    |
| General der Infanterie Ludwig Müller  | 6 de setembro de 1942 - 5 de fevereiro de 1943 |
| Generalleutnant Hans-Joachim von Horn | 5 de fevereiro de 1943 - 1 de junho de 1944    |
| Generalmajor Otto Richter             | 1 de junho de 1944 - 1 de agosto de 1944       |
| Generalleutnant Kurt Oppenländer      | 1 de agosto de 1944 - 5 de agosto de 1944      |
| Generalmajor Alfred Kuhnert           | 5 de agosto de 1944 - 1 de setembro de 1944    |
| Generalmajor Otto Schiel              | 1 de setembro de 1944 - 18 de janeiro de 1945  |
| Generalmajor Konrad Barde             | 18 de janeiro de 1945 - 26 de abril de 1945    |
| Generalleutnant Helmuth Städke        | 26 de abril de 1945 - 8 de maio de 1945        |

## Oficiais de operações
| Oberstleutnant Karl Klotz              | 5 de janeiro de 1940-25 de outubro de 1940 |
| Oberst Bernhard-Georg von Watzdorf     | 25 de outubro de 1940-abril de 1942        |
| Major Buhl                             | ?-6 de setembro de 1942                    |
| Major Friedrich-Wilhelm von Graevenitz | 15 de novembro de 1942-1 de julho de 1943  |
| Oberstleutnant Heinrich Schäfer        | 10 de dezembro de 1943-30 de maio de 1944  |
| Oberstleutnant Freiherr von Finck      | 30 de maio de 1944-30 de setembro de 1944  |
| Major Robert Grauer                    | 30 de setembro de 1944-1945                |

## Área de operações
| Checoslováquia             | janeiro de 1940 - abril de 1940 |
| Dinamarca                  | abril de 1940 - junho de 1940   |
| França                     | junho de 1940 - junho de 1941   |
| Frente Oriental, setor sul | junho de 1941 - junho de 1944   |
| França                     | junho de 1944 - março de 1945   |
| Sul da Alemanha            | de março de 1945 - maio de 1945 |